# Strada provinciale 69 Pian di Venola-Ca' Bortolani
La strada provinciale 69 Pian di Venola-Ca' Bortolani è una strada provinciale italiana della città metropolitana di Bologna.

## Percorso
A Pian di Venola, nel comune di Marzabotto, si stacca dalla strada statale 64 Porrettana per seguire la valle del torrente Venola in direzione ovest. Dopo la località Cerralecchio, arriva nel comune di Valsamoggia. A Vedegheto lascia il fondovalle per salire a Ca' Bortolani, dove si immette nella SP 26 Valle del Lavino all'altezza dell'incrocio con la SP 27 Valle del Samoggia.